# روكاباريب
روكاباريب (Rucaparib)، الذي يباع تحت الاسم التجاري روبراكا (Rubraca)، هو دواء يستخدم لعلاج سرطان المبيض، وسرطان قناة فالوب، و السرطان الصفاق، و سرطان البروستاتا. تحديدا بعد فشل العلاجات الأخرى. و يعطى عن طريق الفم.
تشمل الآثار الجانبية الشائعة لهذا العقار على: التعب و الغثيان و مشاكل الكلى و مشاكل الكبد و انخفاض خلايا الدم الحمراء و تغير الطعم و الإسهال و انخفاض الصفائح الدموية و آلام البطن. إضافة إلى ذلك، فقد تشمل الآثار الجانبية الأخرى سرطان الدم النقوي الحاد وانخفاض عدد الخلايا المتعادلة. أما تناوله أثناء الحمل فقد يؤدي إلى الإضرار بالجنين. إنه مثبط PARP، الذي يمنع إصلاح الحمض النووي في الخلايا التي تحتوي على طفرة في جين BRCA.
تمت الموافقة على روكاباريب للاستخدام الطبي في الولايات المتحدة في عام 2016 و في أوروبا في عام 2018. في الولايات المتحدة تبلغ التكلفة حوالي 9100 دولار أمريكي شهريًا اعتبارًا من عام 2021.